# Eryopoidea
De Eryopoidea zijn een superfamilie van temnospondyle Batrachomorpha (basale 'amfibieën'), bekend uit het Laat-Carboon en Perm van Noord-Amerika en Europa. 
Carroll laat ze niet minder dan tien families omvatten, maar Yates en Warren vervangen dit door een cladistische benadering en beperken het tot drie families, de Eryopidae, Parioxyidae en Zatrachydidae. Ze definiëren de Eryopoidea als alle Euskelia waarin de choana relatief afgerond is en het darmbeenblad verticaal staat. Een vergelijkbare definitie, maar zonder de Euskelia, wordt gegeven door Laurin en Steyer.
Julia McHugh definieerde de klade als de groep omvattende de laatste gemeenschappelijke voorouder van Eryops megacephalus en Zatrachys serratus en al zijn afstammelingen.
Zij gaf verschillende synapomorfieën, gedeelde nieuwe kenmerken. De holte tussen de pterygoïden heeft of een uniforme breedte of is het breedst op de middenlijn. Het pterygoïde vormt een beennaad met het parasfenoïde. Het parasfenoïde rust tegen een (half)cilindrische binnenste tak van het pterygoïde. Naast de symfyse van de onderkaken bevinden zich geen vangtanden. De interclavicula is ovaal. Het blad van het darmbeen verwijdt zich naar boven toe. Bij jonge dieren zijn de oogkassen naar boven gericht.